# Franz Damian Görtz

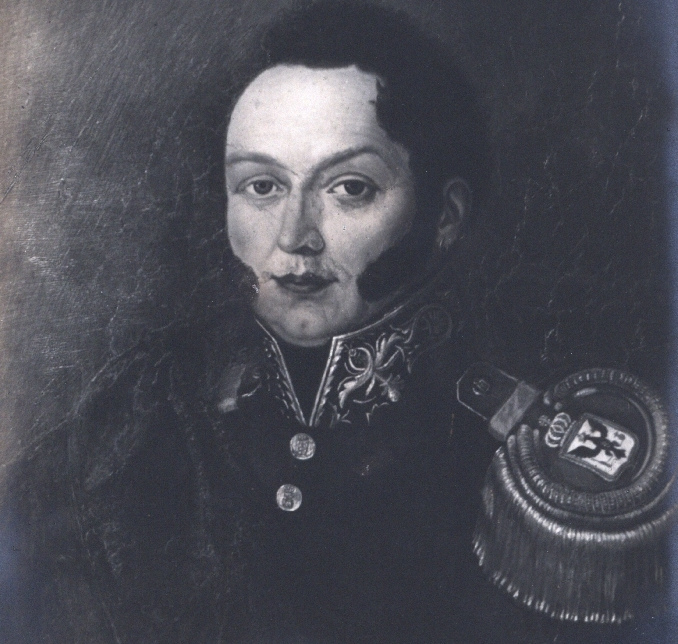
Franz Damian Görtz

Franz Damian Görtz (* 2. Februar 1788 in Oberwesel; † 2. Februar 1865 in Trier) war von 1829 bis 1840 Landrat des Kreises Merzig und 1841–1848 Oberbürgermeister und Landrat in Trier.
Görtz war ein Sohn des Deputierten des Obererzstiftes Johann Theodor Görtz und dessen Gattin Ludovika, geb. Artz. Er wurde zunächst durch einen Hauslehrer unterrichtet. Er besuchte das Gymnasium in Münstermaifeld und absolvierte ab 1803 das Gymnasium in Aschaffenburg. Von 1804 bis 1807 studierte er in Würzburg und Heidelberg Rechtswissenschaften. Von Juli bis August 1818 nahm er nach dem Tod von Jakob Staadt auftragsweise die Verwaltung des Kreises Saarburg wahr. 1829 wurde er Landrat in Merzig, 1834/35 war er in Personalunion kommissarischer Leiter der Regierung im vormaligen Fürstentum Lichtenberg und späteren Kreis St. Wendel, wenige Jahre später (1839) wurde er Landrat des Stadtkreises Trier. Zugleich wurde er kommissarischer Oberbürgermeister in Trier. Görtz war wegen seiner preußenfreundlichen Haltung bei der Bevölkerung unbeliebt. Während der Revolution von 1848 wurde in der Nacht zum 8. April ein Anschlag auf sein Wohnhaus verübt. Die Scheiben wurden eingeworfen und Görtz floh durch den Garten. Nach diesem Angriff reichte er einen Antrag auf Beurlaubung ein, der mit seiner Pensionierung im gleichen Jahr endete. Eine spätere Rückkehr ins Amt wurde unter Berufung auf sein fortgeschrittenes Alter ausgeschlossen.
Görtz, der mit Anna Maria Antonia, geb. Cardon verheiratet war, ist auf dem Trierer Hauptfriedhof bestattet; das Grab an der südlichen Außenmauer des Friedhofes ist erhalten geblieben.